# Lulu (álbum de Lou Reed e Metallica)
Lulu é um álbum colaborativo entre o cantor e compositor Lou Reed (ex-The Velvet Underground) e a banda de heavy metal Metallica. O álbum foi lançado mundialmente em 31 de outubro de 2011, e no dia seguinte na América do Norte. Após seu lançamento, Lulu recebeu críticas mistas e negativas na maior parte dos críticos de música.

## Concepção

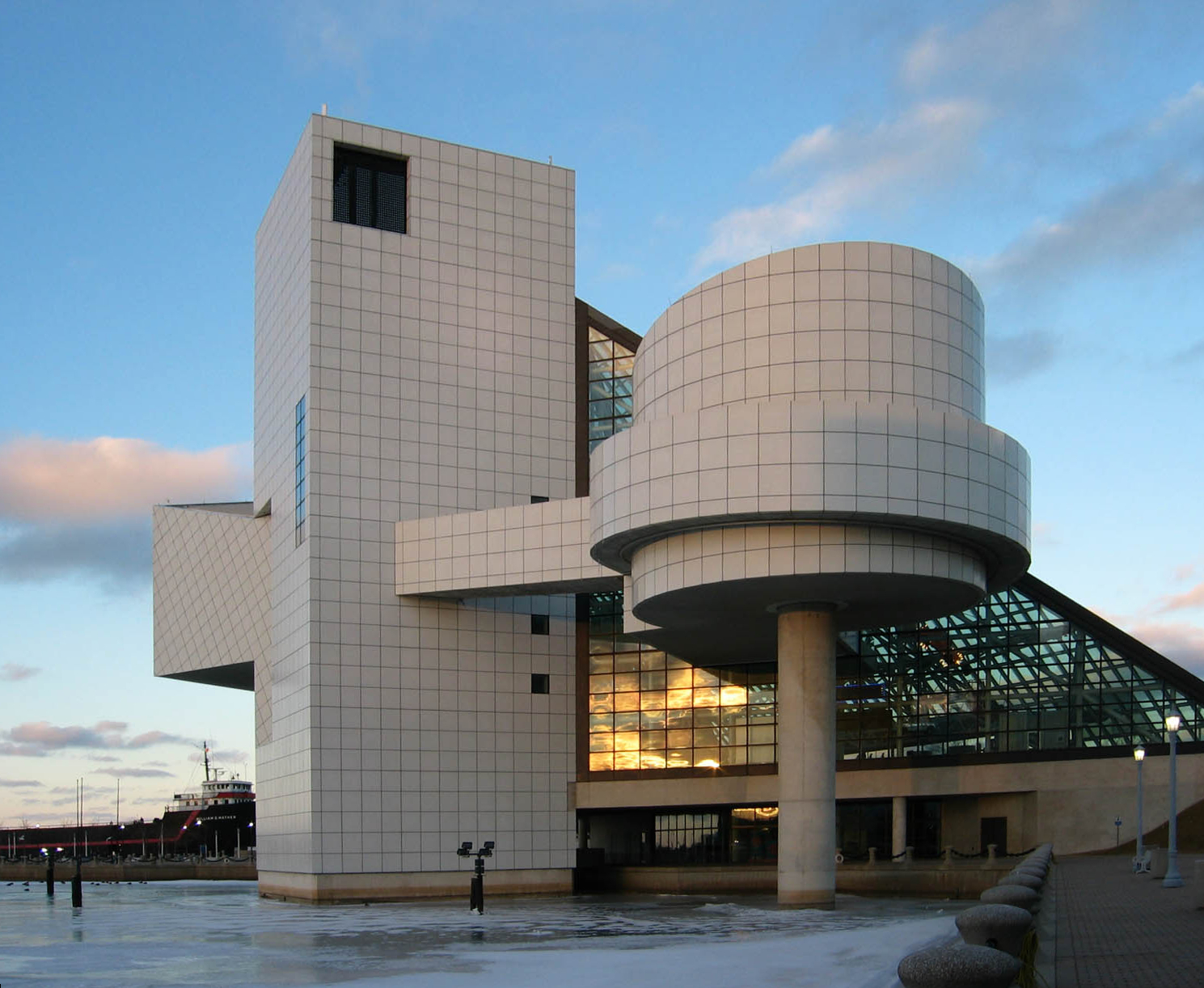
O Rock and Roll Hall of Fame, onde Metallica e Reed tocaram pela primeira vez juntos e tiveram a ideia de colaborar num álbum.

A concepção do projeto de colaboração começou em 2009 quando ambos, o Metallica e Lou Reed, estavam no show de 25 anos do Rock and Roll Hall of Fame. Depois do show, os dois artistas começaram "a especular em torno da ideia de fazer um disco juntos", mas não começariam a trabalhar juntos até dois anos depois. Em fevereiro de 2011 o guitarrista do Metallica, Kirk Hammett, anunciou que, em maio de 2011, o grupo iria começar a trabalhar em algo que "não é cem por cento um disco do Metallica. É um projeto de gravação, vamos colocar dessa maneira." O projeto secreto foi publicamente revelado a ser uma colaboração com Lou Reed, com conclusão da gravação em Junho de 2011.
Reed tinha composto uma coleção de canções para uma peça chamada Lulu, uma produção teatral de várias histórias originalmente escrita pelo dramaturgo alemão Frank Wedekind. Mas o álbum teve originalmente esse nome pois um fã fez um gesto na orelha de James seguido pelas palavras “Lululu” e veio a ideia do título do álbum. Reed trouxe as demos das músicas com os membros do Metallica para ajudar a trazer a peça "para o próximo nível",  com contribuições de arranjo significativo para o material. David Fricke da Rolling Stone ouviu pelo menos duas das músicas do projeto em junho de 2011. "Pumping Blood" e "Mistress Dread", e descreveu seu som como uma "união de fúria Reed e o triturador álbum do  Metallica Master of Puppets". Outra canção do álbum é chamado de "Junior Dad".

## Recepção
| Críticas profissionais | Críticas profissionais |
| Pontuações agregadas   | Pontuações agregadas   |
| Fonte                  | Avaliação              |
| ---------------------- | ---------------------- |
| Metacritic             | 45/100                 |
| Avaliações da crítica  |                        |
| Fonte                  | Avaliação              |
| Rolling Stone          | [ 12 ]                 |
| Allmusic               | [ 13 ]                 |
| Metal Hammer Alemanha  | [ 14 ]                 |
| Ultimate Classic Rock  | [ 15 ]                 |
| Uncut                  | [ 16 ]                 |
| NME                    | [ 17 ]                 |
| Sputnikmusic           | [ 18 ]                 |
| The Daily Telegraph    | [ 19 ]                 |
| Montreal Gazette       | [ 20 ]                 |
| Ípsilon                | [ 21 ]                 |

A faixa "The View", foi lançada para streaming on-line no final de Setembro de 2011. Examinando a reação da faixa e ao serem lançadas anteriormente amostras de 30 segundos da mesma, The New Zealand Herald relatou que houve extensa repercussão negativa por fãs online, e que a canção tinha cerca de cinco vezes mais de "dislikes", do que "likes" no YouTube. No entanto, nem tudo foi negativo, alguns críticos foram bastante corteses para com a música.

### Criticas Profissionais
A Metal Hammer alemã classificou o álbum com quatro em sete estrelas. A Reação da revista para o álbum foi média. De acordo com a revisão, Lou Reed e Metallica criaram uma trilha sonora avant-garde-teatral que não é fácil de ouvir e bastante recomendável para os fãs de Lou Reed, fãs de Metallica "na sua maioria ignoram Lulu - e vão ouvir Master of Puppets".
David Pinheiro faz uma critica negativa no site Disco Digital afirmando que: "A improbabilidade do encontro é tão grande quanto a estranheza causada. 'Lulu' cai numa terra de ninguém em que o rock e a spoken word falam línguas diferentes. Estranha-se mas não se entranha."

## Faixas
Todas as letras escritas por Lou Reed, todas as músicas compostas por Lou Reed e Metallica.
| CD 1 |                    |         |  |
| N.º  | Título             | Duração |  |
| 1.   | "Brandenburg Gate" | 4:19    |  |
| 2.   | "The View"         | 5:17    |  |
| 3.   | "Pumping Blood"    | 7:24    |  |
| 4.   | "Mistress Dread"   | 6:52    |  |
| 5.   | "Iced Honey"       | 4:36    |  |
| 6.   | "Cheat on Me"      | 11:26   |  |

| CD 2           |                |         |  |
| N.º            | Título         | Duração |  |
| 7.             | "Frustration"  | 8:33    |  |
| 8.             | "Little Dog"   | 8:01    |  |
| 9.             | "Dragon"       | 11:08   |  |
| 10.            | "Junior Dad"   | 19:28   |  |
| Duração total: | Duração total: | 87:04   |  |

## Gráficos
| Parada (2011)                   | Melhor posição |
| ------------------------------- | -------------- |
| Australian Albums Chart         | 33             |
| Austrian Albums Chart           | 11             |
| Belgian Albums Chart (Flanders) | 17             |
| Belgian Albums Chart (Wallonia) | 14             |
| Canadian Albums Chart           | 26             |
| Croatian Albums Chart           | 4              |
| Czech Albums Chart              | 4              |
| Dutch Albums Chart              | 17             |
| Finnish Albums Chart            | 16             |
| German Albums Chart             | 6              |
| Irish Albums Chart              | 36             |
| New Zealand Albums Chart        | 12             |
| Norwegian Albums Chart          | 11             |
| Portuguese Albums Chart         | 8              |
| Spanish Albums Chart            | 12             |
| Swedish Albums Chart            | 9              |
| Swiss Albums Chart              | 14             |
| UK Albums Chart                 | 36             |
| US Billboard 200                | 36             |

## Créditos

### Banda
- Lou Reed – guitarra, vocal
- James Hetfield – guitarra rítmica, voz de apoio
- Kirk Hammett – guitarra solo
- Robert Trujillo – Baixo
- Lars Ulrich – bateria

### Músicos Adicionais
- Sarth Calhoun - Eletrônica
- Jenny Scheinman - violino, viola, arranjos de cordas
- Gabe Witcher - violino
- Megan Gould - violino
- Ron Lawrence - viola
- Marika Hughes - violoncelo
- Ulrich Maas - violoncelo em "Little Dog" e "Frustration"
- Rob Wasserman - contrabaixo elétrico em "Dad Junior"
- Jessica Troy - viola em "Junior Dad"

### Pessoal Adicional
- Greg Fidelman – gravação
- Anton Corbijn -  fotografia para o álbum[8]